# Мирослав Махачек
Миросла́в Маха́чек (чеськ. Miroslav Macháček; 8 травня 1922, Німбурк, Чехословаччина — 17 лютого 1991, Прага, Чехословаччина) — чеський театральний режисер та актор. Заслужений артист Чехословаччини (1968).

## Біографія
Мирослав Махачек народився 8 травня 1922 року в місті Німбурк в Чехословаччині. У 1945 році він був прийнятий до Державної консерваторії в Празі, де навчався три роки акторській майстерності. Після її закінчення в 1948 році він виступав у Східночеському театрі в Пардубице, з 1951 року — в Реалістичному театрі Зденека Неєдли в Празі. У тому ж році Махачеку висунули звинувачення у шпигунських контактах і він був звільнений з театру та з Театрального факультету Академії виконавських мистецтв (DAMU) у Празі, де викладав. Як наслідок, він страждав від депресії і навіть намагався здійснити самогубство, але врешті-решт залишив Прагу та переїхав у Чеські Будейовиці де працював у 1952—1954 роках режисером, пізніше, до 1956 року, як головний режисер драми. У 1956 році Махачек повернувся до Праги, де працював спершу як директор Муніципальних театрів Праги (1956—1959), а від сезону 1959/1960 — директором Празького національного театру.
У квітні 1969 року Мирослав Махачек вийшов з лав Комуністичної партії Чехословаччини, після чого постійно був під наглядом спецслужб, які постійно втручалася в його професійну діяльність як режисера театру та актора. Як покарання йому було заборонено працювати на чеському телебаченні та радіо, а також зніматися в кіно. Проте, він зумів успішно поставити двадцять дев'ять вистав за творами різних драматургів та зіграв понад тридцять ролей, переважно у власних постановках.
У 1975 році Мирослав Махачек виступив в Національному театрі з критичною доповіддю (з приводу постановки «Оптимістичної трагедії» Всеволода Вишневського), після чого влада країни змусила його почати лікування в психіатричній клініці в Богніце, де він пробув 117 днів. Цей період свого життя Махачек описав у щоденникових «Записках з божевільного будинку», що були опубліковані вже після його смерті в 1995 році. Після звільнення Махачек повернувся до Національного театру, де продовжив свою режисерську кар'єру. Він пішов у відставку 1 січня 1989 року, проте активно брав участь в «Оксамитовій революції» в Чехословаччині.
Мирослав Махачек помер після важкої хвороби 17 лютого 1991 року в Празі, похований в Німбурку.

## Фільмографія
| Рік  |    | Українська назва                | Оригінальна назва             | Роль                          |
| ---- | -- | ------------------------------- | ----------------------------- | ----------------------------- |
| 1960 | ф  | Усюди живуть люди               | Vsude zijí lidé               | Пакак                         |
| 1961 | ф  | Диявольська пастка              | Dáblova past                  | князь Пробус                  |
| 1962 | ф  | Малі Боби в місті               | Malý Bobes ve meste           | вчитель                       |
| 1962 | ф  | Смерть зветься Енгельхен        | Smrt si rika Engelchen        | Маху                          |
| 1963 | ф  | Ікарія XB 1                     | Ikarie XB 1                   | Марсель Бернар                |
| 1963 | ф  | Обвинувачений                   | Obzalovany                    | районний прокурор             |
| 1964 | ф  | Стрибок у темряві               | Skok do tmy                   | Еда Гертль                    |
| 1964 | ф  | ...а п'ятий вершник — Страх     | ...a páty jezdec je Strach    | доктор Браун                  |
| 1964 | ф  | Плацкарта без повернення        | Místenka bez návratu          |                               |
| 1965 | ф  | П'ять мільйонів свідків         | 5 milionů svědků              | Петр Тарантик                 |
| 1965 | ф  | Блукання                        | Bloudení                      | Павел Грабак                  |
| 1966 | ф  | Транзит Карлсбад                | Transit Carlsbad              | Доктор Люк                    |
| 1967 | ф  | Долина бджіл                    | Údolí vcel                    | Браун Брат                    |
| 1967 | ф  | Людина і його будинок           | Clovek a jeho dum             |                               |
| 1969 | ф  | Езоп                            | Ezop                          |                               |
| 1969 | ф  | 322                             |                               | лікар                         |
| 1969 | кф | Гіганти                         | Obri                          |                               |
| 1970 | ф  | Справа для ката-початківця      | Prípad pro zacínajícího kata  | Муноді                        |
| 1971 | ф  | Бажання Шерлока Холмса          | Touha Sherlocka Holmese       | лорд Біддлтон                 |
| 1973 | ф  | Підозра                         | Podezrení                     | Кар'єр                        |
| 1977 | ф  | Концерт для тих, хто вижив      | Koncert pre pozostalých       | доктор Махала                 |
| 1978 | ф  | Пастка для качки                | Past na kachnu                | Коукал                        |
| 1978 | ф  | Обличчя за склом                | Tvár za sklem                 | Тума, батько                  |
| 1978 | ф  | Тривожні сумніви                | Vrazedné pochybnosti          |                               |
| 1979 | ф  | Кохання між краплями дощу       | Lásky mezi kapkami deste      | Раб                           |
| 1982 | ф  | Зелена хвиля                    | Zelená vlna                   | художник                      |
| 1982 | ф  | Балада про Мамлука              | Sarâb                         | Весір                         |
| 1983 | ф  | Мандри Яна Амоса                | Putování Jana Amose           | Єронім Броневський            |
| 1983 | ф  | Загибель Аполонії               | Vrak                          | Бергер                        |
| 1984 | ф  | Збір винограду                  | Vinobraní                     | Губерт                        |
| 1984 | ф  | Шлях навколо моєї голови        | Cesta kolem mé hlavy          | пацієнт лікаря Сіфалда        |
| 1984 | ф  | Прага — неспокійне серце Європи | Praha — neklidné srdce Evropy |                               |
| 1984 | ф  | Тінь папороті                   | Stín kapradiny                | охоронець / волоцюга / жебрак |
| 1985 | ф  | Цукровий будиночок              | Cukrová bouda                 | Фред Бартль                   |
| 1985 | ф  | Кінець самотності ферми Бергоф  | Zánik samoty Berhof           |                               |
| 1985 | ф  | Скальпель, будь ласка           | Skalpel, prosím               | хірург                        |
| 1985 | ф  | Біла хмара Каролін              | Weiße Wolke Carolin           | Опа Леухт                     |
| 1986 | ф  | Велике кінопограбування         | Velká filmová loupez          |                               |
| 1986 | ф  | Турбаза «Вовча»                 | Vlci bouda                    | «Тато»                        |
| 1989 | ф  | Близнюки в зоопарку             | Dva lidi v zoo                | Монті                         |
| 1989 | ф  | Вірні голуби повертаються       | Dobrí holubi se vracejí       | художник Амент                |
| 1990 | ф  | Сиджу на гілці, і мені добре    | Sedím na konári a je mi dobre | Крісрофіц                     |
| 1990 | ф  | Лише про справи сімейні         | Jen o rodinných zálezitostech | Князь                         |